# Ambasciatore del Regno Unito in Austria
L'ambasciatore del Regno Unito in Austria è il più importante rappresentante diplomatico del Regno Unito nella Repubblica d'Austria. Il suo titolo ufficiale è l'ambasciatore di Sua Maestà Britannica nella Repubblica d'Austria.

## Elenco dei capi missione

### Plenipotenziario ministro presso la Corte di Vienna
- 1799-1801: Gilbert Elliot-Murray-Kynynmound, I conte di Minto
- 1801-1806: Sir Arthur Paget
- 1805: Charles Stanhope, III conte di Stanhope (Missione Straordinaria)
- 1806-1807: Robert Adair

### Plenipotenziario presso la Corte di Vienna
- 1807: George Herbert, XI conte di Pembroke
- 1809: Benjamin Bathurst (Missione Straordinaria)
- 1813-1814: George Hamilton-Gordon, IV conte di Aberdeen

### Ambasciatore straordinario e plenipotenziario presso l'Imperatore d'Austria
- 1814-1823: Charles Stewart, III marchese di Londonderry
- 1823-1831: Sir Henry Wellesley
- 1831-1841: Sir Frederick Lamb
- 1841-1846: Sir Robert Gordon
- 1846-1850: John Ponsonby, I visconte Ponsonby
- 1851-1855: John Fane, XI conte di Westmorland
- 1855-1858: Sir George Hamilton Seymour
- 1858-1860: Lord Augustus Loftus
- 1860-1867: John Bloomfield, II barone Bloomfield

### Ambasciatore in Austria-Ungheria
- 1867-1871: John Bloomfield, II barone Bloomfield
- 1871-1877: Sir Andrew Buchanan, I Baronetto
- 1877-1884: Sir Henry Elliot
- 1884-1893: Sir Augustus Paget
- 1893-1897: Sir Edmund Monson
- 1897-1900: Sir Horace Rumbold, VIII Baronetto
- 1900-1905: Sir Francis Plunkett
- 1905-1908: Sir Edward Goschen
- 1908-1913: Sir Fairfax Cartwright
- 1913-1914: Sir Maurice de Bunsen

### Alto Commissario per l'Austria
- 1919-1920: Sir Francis Lindley

### Ambasciatore in Austria
- 1920-1921: Sir Francis Lindley
- 1921-1928: Areta Akers-Douglas, II visconte Chilston
- 1928-1933: Sir Eric Phipps
- 1933-1937: Sir Walford Selby
- 1937-1938: Michael Palairet

### Rappresentante politico in Austria
- 1945-1947: Sir Henry Mack

### Ambasciatore in Austria
- 1946-1948: Sir Henry Mack
- 1948-1949: Sir Bertrand Jerram
- 1949-1954: Sir Harold Caccia
- 1954-1958: Sir Geoffrey Wallinger
- 1958-1961: Sir James Bowker
- 1961-1965: Sir Malcolm Henderson
- 1965-1967: Sir John Pilcher
- 1967-1970: Sir Anthony Rumbold, X Baronetto
- 1970-1972: Sir Peter Wilkinson
- 1972-1976: Sir Denis Laskey
- 1976-1979: Hugh Travers Morgan
- 1979–1982: Donald Gordon
- 1982–1986: Michael Alexander
- 1986–1989: Robert O'Neill
- 1989–1992: Brian Crowe
- 1992–1996: Terence Wood
- 1996–2000: Sir Anthony Figgis
- 2000–2003: Antony Ford
- 2003–2007: John Macgregor
- 2007–2012: Simon Smith
- 2012–oggi: Susan le Jeune d'Allegeershecque